# マイ・エレメント
『マイ・エレメント』（原題: Elemental）は、2023年のアメリカ合衆国のコンピュータアニメーション・ファンタジー映画。ウォルト・ディズニー・ピクチャーズとピクサー・アニメーション・スタジオ製作。同スタジオが製作する27作目の長編映画である。 火・水・土・風のエレメント（元素）が共に暮らす都市エレメント・シティを舞台に、火のエレメントであるエンバーと水のエレメントであるウェイドの絆を描いた作品。
本作は、1970年代のニューヨークで移民の息子として育ったソーン監督の少年時代からインスピレーションを得ており、街の文化や多様性を強調する一方、『招かれざる客』（1967年）、『月の輝く夜に』（1987年）、『アメリ』（2001年）といったロマンティック・コメディからもインスピレーションを得ている。
同時上映は『カールじいさんのデート』。『インクレディブル・ファミリー』と同時上映された短編アニメーション映画『Bao』以来、およそ5年ぶりの劇場同時上映作品となった。

## ストーリー
舞台は水・土・風のエレメント達が暮らすエレメント・シティ。エレメント・シティでは、違うエレメントとは関わってはいけないというルールがある。海を越え、エレメント・シティにやってきた火のエレメント、バーニー・ルーメンと妻のシンダーは、他のエレメントからの排斥に直面しながらも、寂れた古い建物を偶然発見した。2人は娘のエンバーをもうけ、やがて自分たちの雑貨店「ファイアプレイス」を開店する。故郷から持ち込んだ自分たちの伝統を象徴する聖なるブルーファイアを掲げ、やがて移民してきた多くの火のエレメントの常連客を集めるようになり、「ファイアプレイス」はファイアタウンの中心となる。バーニーは引退したら店をエンバーに譲ろうと考えていたが、エンバーにはすぐに癇癪を起してしまうという問題があった。
店の大セールの日、バーニーはエンバーに1人で店を切り盛りさせるが、エンバーは客に圧倒され、地下室に駆け込む。そこでエンバーがぶちまけた激しい怒りは、水道管に亀裂を入れ、地下室を水浸しにした。その時、水のエレメントであり市の検査官でもあるウェイド・リップルが現れた。ウェイドは、店の設備が市の基準を満たしていないことを指摘し、風のエレメントの雇い主であるゲイル・キュミュラスに違反報告書を送り、店を閉鎖させるためにしぶしぶ市役所へ向かう。エンバーは市役所までウェイドを追うが、遅く、報告書は提出された後だった。
エンバーの訴えに同情したウェイドは、店の閉鎖を再考するようゲイルを説得するため、翌朝、彼女をサイクロン・スタジアムに連れて行く。ウェイドはエンバーに、店にたどり着く前に街の運河の水漏れを調査していたことを話し、自分たちなら店から水漏れの原因を突き止められるとゲイルに申し出る。ゲイルは2人に「水漏れ箇所を突き止め、週末までに封鎖できれば、違反は取り消す」と厳しい期限を与える。運河を捜索している間、ウェイドは、エンバーの気性の激しさは、彼女がまだ受け入れる準備ができていない何かを自分に言い聞かせようとしているからだと推測するが、エンバーはそれを否定する。その後、彼らはダムに穴が開いているのを発見し、船から流出した波が街の配管に浸水するのを防ぐため、土嚢で穴を塞ぐ。
翌日、ウェイドとエンバーはダウンタウンで一緒に過ごし、お互いのことをもっと知る。喜びも束の間、ウェイドは土嚢が持ちこたえられなかったことをエンバーに報告し、エンバーは砂からガラスを作る能力を活かして、ダムの穴をガラスで塞ぐ。一方、シンダーはエンバーが誰かと付き合っているのではないかと疑い、彼女の後をつける。エンバーはウェイドの家族が住む高級アパートを訪ね、そこで割れたガラスのピッチャーを自身の力で直し、ウェイドの母ブルックに感銘を与え、ガラス製造のインターンシップに推薦される。エンバーはウェイドと泣きゲームをし、ウェイドが彼女に好意を持っていることを認めると、ウェイドを泣かせることに成功する。その後、ゲイルからの電話で違反が取り消された。しかしエンバーは、自分が店を継ぎたくないことに気づく。一方、バーニーは引退を表明し、店をエンバーに譲ることになるが、エンバーはバーニーが故郷を去るとき、父に火の伝統のお辞儀をしたが、父は返してくれなかったことを聞かされる。
翌日の夜、ウェイドはエンバーをガーデン・セントラル駅に連れて行き、彼女が子供の頃に見ることが出来なかったビビステリアの花を見に行く。駅が水浸しになったため、ゲイルは安全のためにエンバーを自身が作った気泡に入れ、それをウェイドが運んだ。その帰り、ウェイドとエンバーは、お互いを傷つけることなく触れ合うことができることに気づき、ロマンチックにダンスするも、エンバーは店を継がなければならない使命感と水のエレメントに対する家族の偏見を思い出し、ウェイドを動揺させ、その場を離れる。
しかし、パーティーの最中、エンバーが店を引き継ごうとしているところにウェイドが現れ、彼女への愛を告白すると同時に、彼女がパイプの破損を引き起こしたことを偶然にも明かす。エンバーはウェイドを拒絶するが、シンダーは本当の愛を感じ取る。失望したバーニーは引退を思いとどまり、エンバーに店を譲ることを拒否する。その直後、ダムのガラスが壊れ、街が洪水に見舞われる。ブルーファイアを救った後、エンバーは助けにきたウェイドと共に店の一室に閉じ込められ、ウェイドは密閉された熱で蒸発してしまう。洪水が引いたとき、悲しみに暮れるエンバーはバーニーに店を継ぎたくないと告白し、ウェイドへの愛を伝える。同時にウェイドが石造りの天井に染み込んでいることに気づいたエンバーは、泣きゲームをしてウェイドを元の姿に戻した。エンバーはウェイドと抱き合ってキスを交わし合う。
数ヵ月後、晴れて仲を認められ正式にカップルになった二人は、エンバーのガラス工芸制作の勉強と共に世界を旅する目標を叶えるべく、エレメント・シティを離れる。船に乗り込む前、エンバーはバーニーに伝統のお辞儀をし、バーニーもお辞儀を返すのだった。

## 登場人物
※括弧内は日本語吹替
エンバー・ルーメン
声 - リーア・ルイス（川口春奈、境葵乃〈幼少期〉）
本作の主人公。短気ですぐに癇癪を起こすが、家族思いでユーモアにあふれた賢い火のエレメントの若い女性。エレメント・シティで父・バーニーが営む、ファイアプレイスを引き継ごうとしている。しかし、内心では店を継ぎたくないという思いと、父の店を継ぐという義務感の板挟みに悩んでおり、上述の癇癪もままならない現状に対する苛立ちや葛藤が原因で起きている。
製作者たちは、「エンバーが怖くて恐ろしい存在ではなく、親近感があって好感が持てる存在であることが不可欠だ」と語った。
ウェイド・リップル
声 - マムドゥ・アチー（玉森裕太）
本作のもう１人の主人公。素直な性格の水のエレメントの青年。エレメント・シティの市役所で検査官として働いている。家族共々涙もろい。エンバーと知り合い、彼女と恋仲になっていく。
バーニー・ルーメン
声 - ロニー・デル・カルメン（楠見尚己）
エンバーの父親でシンダーの夫である火のエレメントの男性。エレメント・シティの店、ファイアプレイスのオーナー。過去に経験した差別的対応から水のエレメントに強い不信感を持っている。そのせいか、自分の店に来店したウェイドを警戒し、「火に対応できないエレメントは嫌いだ」と出入り禁止にするが、シンダーのバックアップもあり、エンバーとの関係を認める。
シンダー・ルーメン
声 - シーラ・オンミ（塩田朋子）
エンバーの母親でバーニーの妻である火のエレメントの女性。火のコミュニティに住む人々を占い、仲を取り持っている。愛を嗅ぎとる才能がある。彼女が背中を押す形で、ウェイドがエンバーと交わる事ができるようになり、間接的にバーニーに認めさせた。
ゲイル・キュミュラス
声 - ウェンディ・マクレンドン＝コーヴィ（MEGUMI）
ウェイドの雇い主である風のエレメント。ガスケットボール・チームのウィンディーズの大ファン。ファイアプレイスの件で陳情しに来たエンバーと衝突するが、エンバーとウェイドのパフォーマンスに感心し、「ファイアプレイスは残さなければならない」と考えを改めた。
ブルック・リップル
声 - キャサリン・オハラ（山像かおり）
ウェイドの母親で建築家である水の女性。人の才能を見極め導くことを得意とする。出会った当初から、エンバーの能力を見通していて、「ガラス職人になるべき」と背中を押した。
クロッド
声 - メイソン・ヴェルトハイマー（大谷育江）
エンバーに恋心を抱く土のエレメントの子供。何度もエンバーに声をかけ、その度に優しく断られるが諦めない。
ハロルド
声 - ロノビル・ラヒリ（高木渉）
ブルックの兄であり、ウェイドとアランの叔父である水のエレメントの男性。
フレリエッタ
声 - ウィルマ・ボネット（神田みか）
ファイアプレイスの客の一人。
ファーン
声 - ジョー・ペラ（伊達みきお〈サンドウィッチマン〉）
市役所に務める穏やかな土のエレメントの男性。体から伸びた触毛がオフィス内で絡まり合っている。
アラン・リップル
声 - マシュー・ヤン・キン（間宮康弘）
ウェイドの兄であり、レイクの長兄、エディの夫である水のエレメントの男性。
レイク・リップル
声 - エヴァ・ケイ・ハウザー（濱口綾乃）
ウェイドとアランの末の弟妹。
ラッツ
声 -  マシュー・ヤン・キン（吉野貴大）
サイクロン・スタジアムのウィンドブレーカーズでプレーする熱心なエアボール・プレーヤー。
剪定する土の男
声 -  マシュー・ヤン・キン（松川裕輝）
花火を買う客
声 - ジェフ・ラペンシー（越後屋コースケ）
土の入国審査官
声 -  ベン・モリス（本間沙智子）
フレーリー
声 - ジョナサン・アダムズ（小林達也）
ファイアプレイスの客の一人。
土の配達人
声 - アレックス・カップ（望月杏夏）
土のオーナー
声 - アレックス・カップ（安村直樹）
水のドアマン
声 - P.L.ブラウン（武田太一）
マルコ・リップル
声 - イノセント・エカキティ
ウェイドの甥。
ポーロ・リップル
声 - イノセント・エカキティ
ウェイドの甥。
エディ・リップル
声 - クリスタ・ゴンザレス
アランの妻でウェイドとレイクの義理の姉。
ジブリ
声 - マヤ・アオキ・タトル
レイクのガールフレンド。
ドラマの女優
声 - （NICO〈平成フラミンゴ〉）
その他、ディラン・ブッチェリ、アサフ・コーエン、ジェシカ・ディ・シコ、テリー・ダグラス、カレン・ヒューイ、アリフ・S・キンヘン、オースティン・マディソン、コール・マッシー、スコット・メンヴィル、アリーシャ・マラリー、フレッド・タタショア、カリ・ウォールグレン、セカンダ・ウッドらがキャストを務めている。

## 製作

### 企画
長編映画『アーロと少年』（2015年）と短編映画『晴れ ときどき くもり』（2009年）の監督を務めたピーター・ソーンが、ピクサーにコンセプトを売り込み、火と水の繋がりという発想に基づいて本作を企画した。このアイデアは、1970年代にニューヨークで移民の息子として過ごした経験から着想を得たとソーンは語り、「私の両親は1970年代初頭に韓国から移住し、ブロンクスに食料品店を建てた。私たちは、希望と夢を抱いて新しい土地に飛び出した多くの家族の一人であり、私たち全員が、文化、言語、そして美しい小さな地域が混ざり合ったひとつの大きなサラダボウルの中にいた。それが私をElementalに導いたのだ」と続けた。
『ハリウッド・リポーター』のインタビューで、ソーンは、本作の7年間の製作期間は、2015年に公開された『アーロと少年』の公開後の家族との関係と密接に結びついていると語った。ソーンは「登場人物とストーリーを明らかにすることに、私はかなり感情的になっている。本作は、両親に感謝し、彼らの犠牲を理解することをテーマにしている。私の両親は本作の製作中に他界した。そのため、まだ多くのことを整理できていない」と語った。
ソーンは「D23: ディズニー公式ファンクラブ」で「街のコンセプトはエンバーから始まり、『エンバーのアイデンティティと帰属意識の旅をサポートするのに最適な街は何か』と考えた。火にとって辛い街を考えることから始まり、最終的に水がベースとなった。まず水が街に到達し、それから土がやってきて三角州になったという考え方だ。そして、水路や高架水路などの水インフラをあちこちに整備し、よりエンバーに厳しいものにした。その後、風がやってきて、火は街にやってきた最後のエレメントとなった」と語った。ソーンが最初にストーリーを提案し、製作を始めた時、彼は「火とは何か」と自問し、「人は、短気と捉えることができ、情熱と見ることができる。現実的に、火は燃え、火花を散らす。私たちがすでに火として認識しているものには、こうしたあらゆる要素があり、それがエンバーの個性を形成し始めた。ウェイドも同じだ。水が透明とはどういうことか。彼は自分の感情を袖にして、流れに身を任せる。おかげで、すでに正反対だった個性が形成され、それらが重なり合うベン図を見つけなければならなかった。それが希望に満ちたマジックなんだ。私は、人々が関係を形成する可能性のある火花、化学反応を理解してくれることを願っている」と語った。
2022年5月16日、ピクサーは、『Elemental』というタイトルで、火、水、土、風の四元素を中心テーマとし、ソーンとデニス・リームによる新作を、コンセプトアートとともに発表した。2人は『アーロと少年』で共演経験があり、今回再会した。
2022年9月9日、D23 Expoで、ソーン、リーム、ピート・ドクターは、本作のファーストルックを発表した。「私たちの物語は、火、水、土、風のエレメンをベースにしている。あるエレメントは互いに混ざり合い、またあるエレメントは混ざり合わない」とソーンは語り、未完成のアニメーション映像の直後に、エンバーとウェイドがデートで公園を歩き、ウェイドがエンバーを感動させようと、水を走って渡ったり、滑ったり、虹を作る映像が上映された。
本作の製作は、最終フレームが承認された後の2023年3月24日に完了し、スタジオと製作者の自宅の両方で7年間を費やした。ストーリー・アーティストのジェイソン・カッツによれば、チームは自宅からリモートで作業しながらストーリーを完成させたという。ソーンは完成時には目に涙を浮かべていたという。
本作は、それぞれ2022年に亡くなったラルフ・エグルストン、トーマス・ゴンザレス、アンバー・マルトレッリ、J・ギャレット・シェルドリューに捧げられた。

### 製作
『私ときどきレッサーパンダ』（2022年）のクリエイティブ・コンサルタントであるブレンダ・シュエが本作の脚本に起用された。最終的に、ジョン・ホバーグとキャット・リッケルとシュエは「脚本」のクレジットに、ソーン、ホバーグとリッケル、シュエは「原案」のクレジットに記載された。
ソーンは、ストーリーテリングのジャンルとしてロマンティック・コメディに傾倒して楽しんだときに特に影響を受けた映画として、『招かれざる客』（1967年）、『月の輝く夜に』（1987年）、『ユー・ガット・メール』（1998年）、『アメリ』（2001年）、『マイ・ビッグ・ファット・ウェディング』（2002年）、『ビッグ・シック ぼくたちの大いなる目ざめ』（2017年）を挙げた。ソーンは高校時代の記憶から、「火と水のキャラクターのイラストを覚えていて、それをきっかけにいろいろなアイデアが浮かんできて、描くのをやめられなくなった」と語った。
火のエレメントの言語については、『ゲーム・オブ・スローンズ』や『DUNE/デューン 砂の惑星』（2021年）の言語を構築してきたデイヴィッド・J・ピーターソンが、エンバーの家族の一員である火の音をベースに「ファーリッシュ」を共同制作した。
ある時、ホバーグとリッケルは、エンディングでウェイドとエンバーが蒸気でできた赤ん坊を産む描写をするよう提案した。これは、主役2人の結末をより確かなものにするためであり、また、観客が将来の作品に期待できるようにするためでもあった。

### キャスティング
2022年9月9日、D23エキスポにおいて、リーア・ルイスとマムドゥ・アチーが、それぞれ主役のエンバーとウェイドの声優に起用されたことが明らかになった。2023年3月28日に予告編が公開されると、ロニー・デル・カルメン、シーラ・オンミ、ウェンディ・マクレンドン＝コーヴィ、キャサリン・オハラ、メイソン・ヴェルトハイマー、ジョー・ペラら、さらなるキャストが発表された。
エンバーとウェイドをデザインする際、ソーンは、エンバーはスモーキーな、ウェイドはクールなといった、キャラクターの声をそれぞれの要素へ反映したものにしたいと考えた。ルイスが選ばれたのは、『ハーフ・オブ・イット: 面白いのはこれから』（2020年）への出演が評価されたためだ。ソーンは2020年の特集での彼女の演技について、「彼女は短気かもしれないが、それでもとても魅力的だ。彼女の声は、とても誠実でありながら、それをまたいでしまう弱さがあった」と語った。アチーについては、2019年のミニシリーズ『オー・ジェローム、ノー』での役柄と、彼の泣く演技がソーンを魅了した。ソーンは、彼がシリーズのある場面で見せた泣き声を「誠実で、でも陽気」と表現し、「マムドゥは思いやりのある魂を持っている」と付け加えた。
2023年5月30日、MotoGPドライバーのフランチェスコ・バニャイアが、彼のニックネームにちなんでペッコというキャラクターの声を担当することが発表された。ピクサー作品でモータースポーツ関係者がキャラクターの声を担当するのは、『バズ・ライトイヤー』（2022年）のシャルル・ルクレールとカルロス・サインツJr.、そして『カーズ』シリーズ3作のNASCARやフォーミュラ1ドライバーに続いて5作目となった。

### インスピレーション
『バラエティ』によると、2022年11月30日にシンガポールで開催されたディズニー・コンテンツ・ショーケースで、ソーンは、インスピレーションの一部は、彼の家族や結婚から得たものだと語った。彼は両親と一緒に写っている子供の頃の写真を見せ、「子供の頃、移民であること、アメリカに来たこと、そして兄と私に生活を与えるために彼らがしたすべての苦労に感謝したり、理解したりすることができなかったかもしれない。それが、私の中にあるひとつの大きな塊だった。その一方で、私は韓国人ではない人と結婚した。その結果、正反対のものを見つけるという考えに行き着いた。そして、もし火が水と恋に落ちたらという疑問が浮かんだ。アニメーターとして、何が楽しい世界だろうか。火と水もその一つだ。しかし、それを文化の衝突に結びつけることは、その比喩の一部だった。そしてその世界の中で、突然、犠牲という考え方、両親が与えてくれたものを理解することが、本作のスープを作り始めたんだ」と語った。文化の衝突と多様性については、「自分の居場所や同化したもの、あるいは二分化したアイデンティティを理解することは、私の人生における闘いだった。それは常にそこにあるもので、多様性を持つということは、物語を語る上で常に重要な要素になると思う。それはメジャーなことなのかわからない。でも、それは私の人生の一部なんだ。そして、これまで一緒に仕事をしてきたチームの人生や私たちの人生を、私たちの仕事に反映させようとするのが大好きなんだ」と語った。
ソーンはまた、ディズニー・コンテンツ・ショーケースで本作の映像を上映し、「本作は、私たちを結びつける違いを描いているが、ラブストーリーでもある。観客がパートナーや友人、あるいは家族間の人生における喪失について、より深い理解を得られることを願っている」と語った。エレメント・シティの描写は、『ローマの休日』のような以前の実写映画からインスピレーションを得たとソーンは述べた。古典的な要素を擬人化するというコンセプトは共通しているものの、本作が『アバター 伝説の少年アン』の影響を受けていることは否定した。ソーンは、「いや、試金石にはならなかったが、私はこの番組が大好きだ。子供たちと一緒に見たが、素晴らしかった。私たちの世界には格闘技なんてない。あんなものはない。ロマンスと家族のドラマがある、この街の物語だ。しかし、私は人々が本作を愛し、繋がりを作ってくれていることに感謝している。しかし、20代になり、実家の店で働くのとは違い、本格的に仕事をするようになると、両親を一人の人間として見るようになった。親から人への変化は、私に大きな影響を与えた。彼らが話してくれたここまでの道のりの話はすべて、私がこうなるまで当たり前のことだと思っており、「なんということだ、彼らは言葉も話さずにこれをやってのけた。お金もないのに。私の父はホットドッグの屋台をやっていて、これを全部作ったんだ。私には到底できない」と思った。彼らへの共感が高まった」と語った。

### アニメーションとデザイン
エレメント・シティは、ニューヨークをモデルに、それぞれのエレメントを引き立てる有機的な素材で構成された一連の移民居住区として作られた。セラミック、金属、レンガで造られたファイアタウンがその例だ。プロダクション・デザイナーのドン・シャンクは、「デザインのアイデアが新しい技術にインスピレーションを与え、それが新しいデザインを生み出した」と語った。ソーンは、「エンバーとウェイドをデザインするために、デザインと技術的なプロセスがどのように行われたかについて、より詳細に説明した」と述べた。彼は、エレメントを擬人化するのは難しい挑戦だと考えていたが、『晴れ ときどき くもり』ですでに雲を擬人化しているため、風を描くのは火や水ほど難しくないと断言した。ウェイドというキャラクターは非常に複雑で、最大の難関は視覚効果によって透明感を出すことだった。彼を十分に透明にするために、アニメーターたちはキャラクターをどう作るかの中間点を見つける必要があった。
スタジオのセットデザイナーたちは、ヴェネツィアやアムステルダムといった都市にインスピレーションを求めた。水路や都市を囲む建物には、計り知れないほどのディテールと工夫が凝らされている。新型コロナウイルス感染症の世界的流行のため、製作チームはリサーチのためにこれらの都市に行くことができず、エレメント・シティのインスピレーションを得るためにYouTubeでポイント・オブ・ビューの都市ツアーを何時間もかけて見た。現実世界の都市をエイリアンのように感じさせないために、プロダクション・デザイナーのドン・シャンクと彼のチームは、元素の進化と彼らの文明についてブレインストーミングを行った。
本作では、ピクサー・キャンパス内の3つの大部屋で15万1000コア以上が使用され、過去のピクサーの長編作品と比較すると膨大なコンピューティング・パワーとなった。過去の作品では、『トイ・ストーリー』（1995年）は294コア、『モンスターズ・インク』（2001年）は672コア、『ファインディング・ニモ』（2003年）は923コアが使用されたた。

### サウンドトラック
2023年2月7日、トーマス・ニューマンが本作のオリジナルスコアを作曲・指揮することが決定した。『ファインディング・ニモ』（2003年）、『ウォーリー』（2008年）、『ファインディング・ドリー』（2016年）に続く、ニューマンにとってピクサーとの4度目のコラボレーションであり、アンドリュー・スタントンが監督しない初のピクサー作品でもある。ラウヴは、エンバーとウェイドの初デートやエンドクレジットで流れるオリジナル曲「Steal the Show」を歌唱し、劇場公開の2週間前、2023年6月2日にシングルとしてリリースした。

## 封切り
本作は2023年5月27日、第76回カンヌ国際映画祭のクロージング作品としてアウト・オブ・コンペティション部門に出品され、その後2023年6月10日にトライベッカ映画祭でワールドプレミア上映された。オーストラリアでは2023年6月12日、シドニー映画祭でプレミア上映された。その後、2023年6月16日にウォルト・ディズニー・スタジオ・モーション・ピクチャーズにより、RealD 3D、4DX、ドルビーシネマフォーマットでアメリカで劇場公開された。『ダグの日常』の短編映画『カールじいさんのデート』も同時上映され、『インクレディブル・ファミリー』（2018年）とともに劇場公開された『Bao』以来、ピクサー製作の劇場用短編映画が上映される初のピクサー作品となった。
2023年2月16日、『バズ・ライトイヤー』とウォルト・ディズニー・アニメーション・スタジオの『ストレンジ・ワールド/もうひとつの世界』（いずれも2022年）の商業的失敗を受け、ディズニーは家族連れを映画館に呼び戻すことを期待し、本作とウォルト・ディズニー・アニメーション・スタジオの『ウィッシュ』の劇場公開期間の延長を検討したと報じられた。主演のマムドゥ・アチーは、2023年6月30日にこのことを再確認し、この映画はレイバー・デーまで公開されると述べた。
2023年3月28日にスタジオで行われた初期のプレスイベントで、本作の最初の30分間の映像が上映された。その世界観、アニメーション、キャラクターは批評家から好意的に評価された。2023年4月26日のシネマコンでは、最初の20分間の映像が3Dで試写された。人種差別に正面から取り組んだことを評価した批評家たちからは好意的に受け入れられた。

### ホームメディア
本作は、ウォルト・ディズニー・スタジオ・ホーム・エンターテイメントより2023年8月15日にデジタル・サービスで、2023年9月26日にUltra HD Blu-ray、Blu-ray、DVDでリリースされる。ディスクによるリリースには、削除されたシーン、長編、オーディオコメンタリー、短編『カールじいさんのデート』が収録される。
日本国内でのソフトレンタル・販売についてもデジタル配信が先行する形で2023年10月6日からセル配信の販売を開始した。レンタル形式でのデジタル配信並びにディスクによる販売は同年11月15日から開始する予定。動画配信サービスではDisney+にて同年11月1日から見放題独占配信する予定。

### マーケティング
プロジェクト発表後、2022年5月16日に本作のファーストルックのコンセプトアートが公開された。『Polygon』のニコール・クラークは、ファンは「オスロ・アルベットが製作した『ファイアーボーイ＆ウォーターガール』シリーズ（全6作）との類似点を指摘している」と述べた。キャストの発表に続き、2022年9月9日、2022年D23 Expoプレゼンテーションで、ファーストルック画像とティーザーポスターが公開された。ティーザー予告は2022年11月17日、バカルの「Hell n Back」に合わせて公開された。広大な地下鉄が水路に迫り、エレメント・シティでエンバーが乗り込み、ウェイドと出会うというオリジナルのシーンが描かれた。ピクサーのティーザー予告の多くと同様、このシーンは最終作にはなかった。『/Film』のジェレミー・マタイは、これについて「素晴らしく表現されており、たまらなく魅力的だ」と好意的なコメントを寄せた。2023年3月28日、アストラルの「ハイ・ファイブ」に合わせた公式予告編が公開された。『ザ・ヴァージ』のチャールズ・プリアム＝ムーアは、「本作のビジュアルは、想像力に富んでいて楽しい」と肯定的なコメントを寄せる一方、「『招かれざる客』（1967年）のビートが観客に受け入れられるかどうか、特に登場人物の何人かが、その物理的な形状の相互作用だけで、互いを破壊し合っているように見えることを考えると、何とも言えない」と評価した。
本作は、アメリカン・ブロードキャスティング・カンパニーの歌番組『アメリカン・アイドル』のシーズン21のフィナーレでも宣伝され、主人公のエンバーとウェイドが、イアム・トンギが優勝した後、観客席で歓声をあげている姿が映し出された。スニークピークは番組終了直後に公開された。
2023年5月には、ノベライズ、短編小説、ステッカーアルバム、舞台裏本、塗り絵など、映画に基づく一連の書籍が出版され、グラフィックノベルは2023年8月29日に出版される予定。プレスデーにスタジオを訪れた際、マテルのアクションフィギュアとトイパックが贈られた。翌月から発売された。

## 作品の評価

### 興行成績
2023年8月9日現在、本作はアメリカとカナダで1億4,930万ドル、その他の地域で2億7,650万ドル、全世界で4億2,580万ドルの興行収入を記録した。
アメリカとカナダでは、『ザ・フラッシュ』と『ブラックニング』と同日に公開され、当初はオープニング週末に4,035館で3,500万ドルから4,000万ドルの興行収入を見込んでいた。初日の興収は1,180万ドル（木曜夜の試写による240万ドルを含む）で、予想を3,000万ドルに下げた。ピクサー作品としては、1995年に公開された『トイ・ストーリー』の2,910万ドル（インフレ率を考慮すると5,600万ドル）に次いで2番目に低いオープニング週末3日間となった。『Deadline Hollywood』と『TheWrap』は、マーケティング、新型コロナウイルス感染症の世界的流行、観客が劇場公開ではなくDisney+で公開されるピクサー作品を待つことに慣れたこと、そして『スパイダーマン:アクロス・ザ・スパイダーバース』との競合が理由だとしている。
2週目の週末には1,840万ドルを記録し、2位となった。この38％という落ち込みは、今後の脚光を浴びる良い兆候だと指摘されているが、『TheWrap』は「本作が黒字転換を果たすには、歴史的な我慢が必要だ」と指摘した。4週目の週末、『バラエティ』は、「悲惨なオープニングから数週間は好調を維持したものの、国内で2億ドルの製作費を回収する見込みはない」と書いた。
8月上旬には、劇的な好転を遂げ、世界興収4億ドルを突破したピクサーの前代未聞のカムバックを多くのメディアが賞賛した。ディズニーは、興行的なカムバックに関して公式声明を発表し、ディズニーの劇場配給担当EVPであるトニー・チェンバースは、「オープニングの週末は残念な結果に終わったが、観客がこの作品の素晴らしさを知ってくれたことを本当に嬉しく思う」と述べた。同月、ピクサーのジム・モリスは、「我々が今見ている興行収入では、（本作は）劇場公開で収支均衡を上回るはずだ。そして、ストリーミング、テーマパーク、消費者製品からの収益がある。これはディズニーにとって間違いなく利益を生む作品になるだろう」と述べた。
国際的には、本作は韓国で特に好調で、第3の市場となった。これは、ソーンが韓国系アメリカ人であることと、韓国の観客に響く要素を取り入れたことに起因する。日本でも公開から46日目（2023年9月18日）の時点で累計観客動員200万624人、興行収入25億5022万381円を記録し、ヒットとなったことが報じられた。

### 映画批評家によるレビュー
カンヌ国際映画祭でのプレミア上映後、本作に対するソーシャルメディア上の反応はおおむね好意的であったと伝えられているが、映画批評家たちは「このスタジオのこれまでで最悪の作品のひとつ」と評価した。批評家たちは他の作品と比較するだけでなく、自分たちの過去の成功例とも比較したがる傾向があるため、「かなり意地悪な」批評になってしまい、映画の良さが影を潜めてしまったのだと、ドクターは否定的な批評に驚いた。
レビュー収集サイト『Rotten Tomatoes』では、246人の批評家のレビューのうち74％が肯定的で、平均評価は6.4/10となった。同サイトのレビューでは「本作は、ピクサーの最高傑作ほどには満足させられないかもしれないが、まばゆいばかりの映像センスで語られる確かな物語であることに変わりはない」と評価された。加重平均を用いる『Metacritic』では、45人の批評家による評価を100点満点中58点とし、「賛否両論または平均的評価」を示した。CinemaScoreの調査では、観客の平均評価はA+からFの評価で「A」、PostTrakの調査では、85％の観客が本作を評価し、68％がぜひ薦めたいと答えた。
『TheWrap』のベン・クロールは、「ストーリーの展開や登場人物が、親しみやすさをはるかに超えた緊張感をもって、形式的な冒険とストーリーテリングの臆病さをマッチさせている。テクノロジーの進歩によって活気づき、真の芸術性をもって提供される、古い方式に新たなスピンが加わった」と評価した。IndieWireのシッダント・アドラカは、B点をつけ、批評の中で「その混乱した詰め込み過ぎの世界観にもかかわらず、十分魅力的な瞬間がある」と書いた。
『ハリウッド・リポーター』のジョーダン・ミンツァーは「ピクサーで初めて、AIによって生成されたように感じられる作品かもしれない」と述べた。『ジャコビン』のアイリーン・ジョーンズは「あまりにも退屈で記憶に残らないため、有名なアニメーション会社としては最低の出来となったようだ」と述べた。『Screen Daily』のティム・グリアソンは、「スタジオのウィットと痛快さのヒントは含まれているが、かつてのようなインスピレーションに満ちた実行力はない」と指摘した。『スレート』のダン・コイスは、エレメント・シティのビジュアルは高く評価したが、脚本、2人の主人公の相性、作品内でのさまざまなエレメントのグループの扱いを批判し、エンバーと彼女の家族の対立を『私ときどきレッサーパンダ』（2022年）と不利に比較した。彼は、トレードマークのユーモア、ひねりの効いた展開、細部へのこだわりで知られるピクサーがかつての成功を取り戻すには、その方式を見直す必要があると述べた。『ローリング・ストーン』のデヴィッド・フィアーは、強引なメッセージ性を批判し、「本作は、エレベーター・ピッチ的な前提を乗り越えることも、教訓につまずくことも、ましてや正反対の魅力を持つラブストーリーから笑いと嗚咽を引き出すこともできないようだ。オピニオンを書くのに精一杯で、物語構造を与え、感情的に共鳴させることを忘れている。それは初歩的なことだ」と述べた。